# 琴浦町立赤碕中学校
琴浦町立赤碕中学校（ことうらちょうりつ あかさきちゅうがっこう）は、鳥取県東伯郡琴浦町赤碕にある公立中学校。

## 概要
- 校区は、赤碕小学校、船上小学校の通学区域となっている。

## 沿革
- 1947年（昭和22年）4月29日 - 東伯郡赤碕町安田村成美村以西村学校組合立赤碕中学校として開校。
- 1954年（昭和29年）1月1日 - 赤碕町立赤碕中学校に改称。
- 2004年（平成16年）9月1日 - 琴浦町立赤碕中学校に改称。

## 交通アクセス
- JR山陰本線 赤碕駅より西へ約500m。

## 著名な卒業生
- 小林繁（野球選手） - 元巨人ほか。
- 大林仁（野球選手） - 元日立製作所。鳥取城北高校卒。
- 藤川英将（野球選手） - 元セガサミー。倉吉東高校-東海大学卒。
- Manami（女性歌手デュオ「Paix2」メンバー）
- 川中香緖里（アーチェリー選手） - 2012年ロンドン五輪団体銅メダリスト。